# Список министров авиации Королевства Италия
В настоящем списке представлены имена министров авиации Королевства Италия с момента учреждения Министерства в 1925 году правительством Муссолини.
| Министр                                                              | Срок полномочий                                                 | Правительство                     | Созыв парламента                           |
| -------------------------------------------------------------------- | --------------------------------------------------------------- | --------------------------------- | ------------------------------------------ |
| Министр авиации (Ministro per l’Aeronautica)                         |                                                                 |                                   |                                            |
| Бенито Муссолини                                                     | 30 августа 1925 — 12 сентября 1929                              | Правительство Муссолини           | XXVII созыв Парламента Королевства Италии  |
| Итало Бальбо (НФП) Бенито Муссолини                                  | 12 сентября 1929 — 6 ноября 1933 6 ноября 1933 — 29 января 1934 | Правительство Муссолини           | XXVIII созыв Парламента Королевства Италии |
| Бенито Муссолини                                                     | 29 января 1934 — 2 марта 1939                                   | Правительство Муссолини           | XXIX созыв Парламента Королевства Италии   |
| Бенито Муссолини                                                     | 2 марта 1939 — 25 июля 1943                                     | Правительство Муссолини           | XXX созыв Парламента Королевства Италии    |
| Ренато Сандалли                                                      | 28 июля 1943 — 17 апреля 1944                                   | Правительство Бадольо (первое)    | Переходный конституционный период          |
| Ренато Сандалли                                                      | 22 апреля 1944 — 8 июня 1944                                    | Правительство Бадольо (второе)    | Переходный конституционный период          |
| Пьетро Пьячентини                                                    | 18 июня 1944 — 10 декабря 1944                                  | Правительство Бономи (второе)     | Переходный конституционный период          |
| Карло Шалоя (ДПТ) Луиджи Гаспаротто (ДПТ)                            | 12 декабря 1944 — 14 января 1945 14 января 1945 — 19 июня 1945  | Правительство Бономи (третье)     | Переходный конституционный период          |
| Марио Чеволотто (ДПТ)                                                | 21 июня 1945 — 8 декабря 1945                                   | Правительство Парри               | Переходный конституционный период          |
| Марио Чеволотто (ДПТ)                                                | 10 декабря 1945 — 14 июля 1946                                  | Правительство Де Гаспери (первое) | Переходный конституционный период          |
| Марио Чинголани (ХДП)                                                | 14 июля 1946 — 4 февраля 1947                                   | Правительство Де Гаспери (второе) | Переходный конституционный период          |
| Министерство авиации поглощено вновь созданным Министерством обороны |                                                                 |                                   |                                            |